# Berberis ciliaris
Berberis ciliaris är en berberisväxtart som beskrevs av John Lindley. Berberis ciliaris ingår i släktet berberisar, och familjen berberisväxter. Inga underarter finns listade i Catalogue of Life.